# مزاحم (اسم)
مزاحم هو اسم علم مذكر من أصل عربي، ومعناه هو الضايق المدافع، هو اسم فاعل من الفعل زاحم.

## شخصيات تحمل الاسم
- مزاحم الباجه جي (سياسي عراقي، 22 سبتمبر 1890 – 23 سبتمبر 1982)
- مزاحم العقيلي
- مزاحم بن أبي مزاحم
- مزاحم صعب حسن التكريتي (سياسي عراقي، 1950 – )
- مزاحم عبد الحميد الشتر

## وصلات خارجية
- موسوعة السلطان قابوس لأسماء العرب